# Kate Avery
Pour les articles homonymes, voir Avery.
Kate Avery (née le 10 octobre 1991 à Newton Aycliffe) est une athlète britannique, spécialiste des courses de fond. 

## Biographie
Elle remporte la médaille d'argent en individuel et la médaille d'or par équipes lors des championnats d'Europe de cross-country 2014 et 2015. 

### Palmarès
| Date | Compétition                    | Lieu      | Résultat | Épreuve     | Performance    |
| ---- | ------------------------------ | --------- | -------- | ----------- | -------------- |
| 2013 | Championnats d'Europe espoirs  | Tampere   | 3e       | 5 000 m     | 15 min 54 s 07 |
| 2014 | Jeux du Commonwealth           | Glasgow   | 4e       | 10 000 m    | 32 min 33 s 35 |
| 2014 | Championnats d'Europe de cross | Samokov   | 2e       | Individuel  | 28 min 27 s    |
| 2014 | Championnats d'Europe de cross | Samokov   | 1re      | Par équipes | 21 pts         |
| 2015 | Championnats du monde          | Pékin     | 15e      | 10 000 m    | 32 min 16 s 19 |
| 2015 | Championnats d'Europe de cross | Hyères    | 2e       | Individuel  | 25 min 35 s    |
| 2015 | Championnats d'Europe de cross | Hyères    | 1re      | Par équipes | 33 pts         |
| 2016 | Great Edinburgh Cross Country  | Édimbourg | 1re      | Individuel  | 21 min 05 s    |

### Records
| Épreuve  | Performance    | Lieu      | Date         |
| -------- | -------------- | --------- | ------------ |
| 5 000 m  | 15 min 25 s 63 | Palo Alto | 3 avril 2015 |
| 10 000 m | 31 min 41 s 44 | Palo Alto | 2 mai 2015   |